# Cottonwood (Texas)
Cottonwood é uma cidade localizada no estado norte-americano do Texas, no Condado de Kaufman.

## Demografia
Segundo o censo norte-americano de 2000, a sua população era de 181 habitantes.
Em 2006, foi estimada uma população de 206, um aumento de 25 (13.8%).

## Geografia
De acordo com o United States Census Bureau tem uma área de
4,0 km², dos quais 4,0 km² cobertos por terra e 0,0 km² cobertos por água.

## Localidades na vizinhança
O diagrama seguinte representa as localidades num raio de 16 km ao redor de Cottonwood.